# راک بند ۲
راک بند ۲ (انگلیسی: Rock Band 2) یک بازی موزیک ویدئو است که توسط هارمونیکس توسعه یافته و توسط ام‌تی‌وی عرضه شده و توسط الکترونیک آرتس توزیع شده‌است. این بازی دنباله‌ای بر راک بند و دومین بازی در فرنچایز است. این بازی به حداکثر چهار بازیکن اجازه می‌دهد نواختن ترانه‌های محبوب را با کنترل‌کننده بازی شبیه‌سازی کنند. بازیکنان می‌توانند با گیتار بیس و درام ترانه‌ها را بنوازند و با استفاده از میکروفون یواس‌بی ترانه‌ها را بخوانند.